# Attila Ara-Kovács
Dans le nom hongrois Ara-Kovács Attila, le nom de famille précède le prénom, mais cet article utilise l’ordre habituel en français Attila Ara-Kovács, où le prénom précède le nom.
Attila Ara-Kovács, née le 14 janvier 1953 à Oradea, est une personnalité politique hongroise. 